# Pseudoplesiops rosae
Pseudoplesiops rosae är en fiskart som beskrevs av Schultz, 1943. Pseudoplesiops rosae ingår i släktet Pseudoplesiops och familjen Pseudochromidae. Inga underarter finns listade i Catalogue of Life.